# Koninklijk Berchem Sport
Koninklijk Berchem Sport je belgický fotbalový klub sídlící ve čtvrti Berchem v Antverpách. V současnosti hraje v nižší lize. V minulosti hrál v 1. belgické lize. Barvami jsou žlutá a černá.

## Historie
Klub byl založen roku 1906 jako atletický klub Berchem Sport a roku 1908 začal hrát fotbal. Roku 1926 dostal matriční číslo 28. Roku 1931 byl přidán do názvu přívlastek Royal (královský), který se roku 1967 změnil na Koninklijk (místo francouzštiny nizozemština). Roku 1922 se tým poprvé dostal do 1. ligy. V roce 1931 tým skončil v 1. belgické lize na 3. místě. Roku 1933 ale přišel pád do 2. ligy, roku 1934 návrat do 1. ligy. V letech 1936 až 1943 hrál tým ve 2. lize. Nejúspěšnější období bylo na přelomu 40. a 50. let 20. století, kdy se tým umístil 3× za sebou na 2. místě za Anderlechtem, v posledním případě jen o skóre při stejném počtu bodů. Další sestup z 1. ligy přišel v roce 1960. V 60. až 80. letech tým pendloval mezi 1. a 2. ligou, v 1. lize však už jen hrával o záchranu a naposledy se v ní objevil v sezoně 1986/87. Od 90. let hraje tým 3. či 4. ligu.

## Úspěchy
- 1. belgická liga:
  - 2. místo (3): 1948–49, 1949–50, 1950–51
  - 3. místo (1): 1930–31